# Lijst van spelers van VSV
Dit is een lijst van voetballers die minimaal één officiële wedstrijd hebben gespeeld in het eerste elftal van de Nederlandse voormalig betaaldvoetbalclub VSV.

## A
- Aardenburg
- Fred André

## B
- Joop Beentjes
- Henk Belfroid
- Blomvliet
- Bosma
- Brederveld
- Cor Brom

## C
- Cleeren

## D
- Henny van Deursen
- Fred Dikstaal
- Gerry van Dolder

## F
- Ger Farenhorst

## G
- Nico Geerlofs
- Wim van Gelder
- Nico van Gerven
- De Graaf
- Siem de Graaf

## H
- Willy Hazeveld
- Cor van der Hijden
- Cor Heijmans
- Olof Hendriksen

## I
- Ted Immers

## J
- Piet Jager

## K
- Kint
- Kloosterman
- Tjeerd Kort
- De Korver
- Kossen
- Kramer
- Piet van der Kuil
- Chris Kunst

## L
- Simon Langbroek
- Van Leeuwen
- Van Lint

## M
- Jaap Malestein
- J. Martens
- Chiel Mertens
- Minks

## N
- Nijmeyer
- Nijveld

## O
- Arie de Oude

## P
- Jaap Pelser
- Hans Pieterse
- Johan Planken
- H.C. van der Plas
- Ab Post
- Frans Postma
- Jan Poulus

## R
- Jan Rijnders
- Wim van Rijswijk

## S
- Schippers
- Cor Schoon
- Jeu Sijbers
- Rinus Spaans
- Leo Stricker
- Heinz Stuy

## T
- Siem Thoolen
- Jan Tielrooy

## U
- Arno Uniken

## V
- Piet Vader
- Van Veen
- Vendel
- Ron Versluis
- Henk Verswijveren
- Voet
- Arie van Vliet
- Ab de Vries

## Z
- Wim Zoeteman
- Wout Zwanenburg
- Van der Zwet